# Petjada ecològica
| x ≤ -9 -9 < x ≤ -8 -8 < x ≤ -7 -7 < x ≤ -6 -6 < x ≤ -5 | -5 < x ≤ -4 -4 < x ≤ -3 -3 < x ≤ -2 -2 < x ≤ -1 -1 < x < 0 | 0 ≤ x < 2 2 ≤ x < 4 4 ≤ x < 6 6 ≤ x < 8 8 ≤ x |

Superàvit ecològic nacional o dèficit, mesurat com a biocapacitat del país per persona (en hectàrees globals) menys la seva petjada ecològica per persona (també en hectàrees globals). Dades del 2013.

La petjada ecològica o empremta ecològica és un concepte que sintetitza l'impacte de l'activitat humana sobre el medi mitjançant un valor de superfície, expressant les hectàrees de terreny que és necessari cultivar per a proveir-nos d'aliments, per a tenir un habitatge, per a escalfar-nos, per a desplaçar-nos a treballar o estudiar, per a anar de vacances, per a consumir tota mena de productes, etc. El seu objectiu fonamental consisteix a avaluar l'impacte sobre el planeta d'un determinat mode de vida i, conseqüentment, del seu grau de sostenibilitat.
El Fons Mundial per la Natura (FMN) elabora i publica, al report Planeta Viu, l'evolució de les empremtes ecològiques mundials i estatals, juntament amb l'índex Planeta Viu, que considera que hi està relacionat. La capacitat de càrrega, des d'un altre punt de vista, analitza el mateix: mesura quantes persones —o quants individus d'una altra espècie— pot suportar la Terra d'acord amb el seu consum.

## Components
Bàsicament la petjada ecològica està basada en l'observació d'aquests aspectes:
- Urbanitzacions: La quantitat d'hectàrees utilitzades per a urbanitzar, generar infraestructures i centres de treball.
- Agricultura: Hectàrees necessàries per a proporcionar l'aliment vegetal necessari.
- Ramaderia: Superfície necessària per a proporcionar pastures que alimenten el bestiar.
- Pesca: Superfície marina necessària per a produir el peix que es consumeix.
- Forestal: Superfície de boscs necessària per a produir productes d'origen forestal com ara fusta, paper, etc.
- Diòxid de carboni: Hectàrees de bosc necessàries per a compensar el CO₂ que provoca el consum energètic.

Les cinc primeres són tipus diversos de superfícies bioproductives. La petjada ecològica total d'una comunitat és la suma de les petjades ecològiques de cadascuna d'aquestes sis àrees. Alguns estudis poden incloure, a més, una component per a l'aigua i una per a l'energia.

## Unitats de mesura
L'empremta ecològica es mesura en unitats de superfície, normalment en hectàrees (ha).
Cada terreny de cada indret del món té una productivitat diferent. Per exemple, no creix el mateix nombre de pins, ni ho fa igual de bé, a nivell del mar que a tres mil metres d'altitud, ni s'hi fan igual en un clima tropical, temperat o molt fred. Per això, per a poder comparar l'empremta de diferents països, s'usa l'anomenada hectàrea global (hag), que representa una hectàrea de terra amb la productivitat mitjana al món.
En reportatges, pòsters, conferències, etc. adreçats al gran públic, s'hi sol mostrar, perquè resulta més intuïtiu, a quants planetes Terra correspondria la petjada, o quants planetes com el nostre necessitariem si tothom deixés la mateixa empremta que una població determinada. Aquesta podria considerar-se una unitat de mesura adimensional. La mesura en "planetes terra" es calcula simplement dividint l'empremta ecològica de la població o persona en qüestió en hectàrees globals entre la biocapacitat mitjana de la Terra, és a dir entre 1,8 hag. Per exemple, si una persona deixa una empremta de 3,5 hag, això vol dir que si tothom deixés la mateixa, hom necessitaria 3'5 hag dividit entre 1'8 hag, és a dir 1'94 planetes Terra (que es podria aproximar a dos planetes Terra). Podríem afirmar que aquesta persona consumeix el doble del que pot amb els recursos i el ritme de regeneració natural del nostre planeta.
Per a càlculs ràpids aproximatius, de vegades el valor 1'8 s'aproxima a 2 per a simplificar els càlculs, d'aquesta manera obtenen un nombre de Terres equivalent aproximat simplement calculant la meitat del nombre d'hetàrees globals. Per exemple, una empremta de quatre hectàrees globals seria més o menys equivalent a necessitar dos (quatre entre dos, o la meitat de quatre) planetes Terra si tothom es comportés igual.

## Petjada ecològica, biocapacitat i deute ecològic
L'empremta ecològica de cada país és la superfície requerida per a produir els elements que consumeix (agrícola, ramader, pesca, productes d'origen forestal) per a compensar amb boscos les emissions de diòxid de carboni i per a donar espai a les infraestructures. Es mesura en unitats de superfície, normalment en hectàrees (ha).
La biocapacitat és la capacitat de tornar a regenerar un element que té la Terra. Aquesta capacitat era d'1,8 hectàrees globals en 2007.
El deute ecològic és la diferència entre l'empremta ecològica i la biocapacitat. Té signe positiu quan l'empremta és menor que la biocapacitat, això indica que l'empremta és sostenible, ja que és inferior a la biocapacitat. El signe negatiu del deute indica en canvi que les necessitats pel consum són majors que la capacitat que té l'entorn per a produir les primeres matèries, és a dir, que s'està «robant» a altres els seus recursos i que no és sostenible. En conjunt, en 2010, la humanitat consumeix un 50% més dels recursos dels que la Terra pot regenerar sense trencar el seu equilibri ecològic, és a dir, que la humanitat utilitza en un any el que produiria anualment un planeta Terra i mig.
Tenir deute ecològic, o una empremta major a la regeneració, no és massa dolent si és esporàdic i puntual. Per exemple, si un any pesquem més peixos dels que es poden regenerar anualment, però a l'any següent pesquem pocs perquè el següent torni a haver els mateixos que al principi, estem "recuperant". És com treure més diners del banc dels que guanyem cada mes, ho podem fer puntualment només si tenim uns estalvis i si el mes següent gastem menys de la suma del que guanyem i del que haviem tret "a crèdit". Però de vegades no és possible perquè la regeneració és massa lenta, com ocorre, per exemple, amb els combustibles fòssils o perquè ja hem esgotat la capacitat que aquest recurs augmenti, o l'hem esgotat completament. Això seria com no tenir estalvis al banc i que el banquer ja no ens deixés més diners a crèdit.

## Petjada ecològica global
Des d'un punt de vista global, en 2010 s'ha estimat en 1'8 hectàrees globals la biocapacitat del planeta per cada habitant; és a dir, si haguérem de repartir el terreny productiu de la terra en parts iguals, a cada un dels més de sis mil milions d'habitants de la Terra li correspondria 1'8 hectàrees per a satisfer totes les seues necessitats.
Actualment, l'empremta ecològica o consum mitjà per habitant és de 2'7 hectàrees globals, pel que, a nivell global, estem consumint més recursos i generant més residus dels que el planeta pot produir i admetre, generant un deute ecològic d'1,5 hectàrees. Els éssers humans de la Terra estem consumint els recursos d'una Terra i mitja (ja que un consum de 2'7 hag dividit entre una biocapacitat d'1,8 hag és igual a 1,5).
L'empremta ecològica humana però no ha estat la mateixa al llarg de la història. Gastar més del que produim és una cosa que només som capaços de fer perquè durant molts anys, des de l'inici de la humanitat fins als anys 70 del segle xx, hem gastat menys i teníem un deute ecològic positiu, és a dir, una empremta menor a la capacitat de regeneració. A mitjans dels anys 60 la població mundial usava els recursos de tres quarts del planeta mentre que actualment usa el doble, és a dir 1'5 planetes. Si continua aquesta tendència, la humanitat necessitarà dos planetes en 2030 i gairebé tres en 2050.
Les causes són l'augment de la població mundial, l'augment de consum i de necessitats creades per les empreses i tècniques de mercadotècnia i el component de l'empremta ecològica o d'emissions de diòxid de carboni.

## Petjada ecològica per país
L'empremta ecològica es pot mesurar globalment al món, usant dades globals i mitjanes a tot el planeta; o també per comunitats, regions, països, continents, etc. L'anàlisi per països mostra que l'empremta ecològica és molt diferent als països del tercer món que als països anomenats desenvolupats. Així, l'empremta ecològica de les nacions més riques és cinc vegades superior a la dels països que tenen un baix PIB.
Els Emirats Àrabs Units i Qatar són respectivament el primer i segon país amb major empremta ecològica del món, amb més de 10 ha per habitant cadascun, cosa que vol dir que, si tots els habitants del món vivissin com els seus habitants, necessitariem més de cinc planetes Terra per a poder viure. Els següents països són, ordenats de més a menys empremta, Dinamarca, Bèlgica, Estats Units i Estònia, amb una empremta de prop de 8 ha per a cada habitant; seguits del Canadà i Austràlia, amb una propera a les 7 ha; i de Kuwait, Irlanda, Països Baixos i Finlàndia, que volten les 6 ha, i de la resta de països escandinaus a excepció d'Islàndia. Espanya està en el lloc dinou, amb 3'5 ha.
El país amb menor empremta ecològica és Puerto Rico, seguit, de menys a més empremta, del Timor Oriental, Bangladesh, Afganistan i Haití.

### Petjada ecològica a Espanya
En 2010 Espanya és el 19è estat amb major empremta ecològica del món i el 20è a la llista dels de major deute ecològic. La seva empremta ecològica és de 5'4 hectàrees globals, això vol dir que cada habitant d'aquest estat necesitaria cinc camps de futbol per a satisfer tots els béns i serveis que consumeix. Però la capacitat regenerativa anual espanyola és de només 1'6 hectàrees globals, és a dir que en realitat disposa de menys d'un camp i mig de futbol per a produir aquests béns i serveis. El deute ecològic de cada ciutadà d'Espanya és doncs, de 3'8 hectàrees (5,4 menys 1'6).
Cada persona d'Espanya té una empremta d'1,45 ha en conreus o terrenys agrícoles (i una biocapacitat d'1,12 ha), una empremta de 0'27 ha en terrenys de pastura per a ramaderia (i una biocapacitat de 0'12 ha), una empremta de 0'49 ha per a productes forestals, com ara fusta o paper (i una biocapacitat de 0'24 ha), una empremta de 0'41 ha per a pesca (i una biocapacitat de 0'06 ha), una empremta de 0'07 ha per a infraestructures i urbanitzacio (idèntica a la biocapacitat, per tant el deute ecològic en urbanisme és nul) i una empremta addicional de 2'73 ha de superfície forestal amb arbres que absorbirien el diòxid de carboni generat per la seva activitat (la biocapacitat d'aquesta partida es considera sempre zero i, per tant, en aquest cas l'empremta és sempre igual al deute). Si sumem cadascuna de les empremtes ecològiques obtenim l'empremta total d'Espanya, que és de 5'4 ha (i sumant totes les biocapacitats obtenim la biocapacitat total, que és de 1'6 ha).

## Petjada ecològica en l'alimentació
Els productes proteics per al consum humà que presenten un major impacte són la carn de vedella i xai, tant en emissions d'efecte hivernacle com en l'ús de superfície terrestre. El porc, els làctics, els ous i l'aviram tenen un impacte intermedi; mentre que els llegums, els productes totalment vegetals i alguns tipus de marisc tenen el menor impacte. Així doncs, la font de proteïna amb menor petjada ecològica és la vegetal, amb una diferència de 150 vegades en petjada de carboni i 200 vegades en ús del terreny respecte la de major impacte, la carn d'animals remugants. Així mateix, l'augment de producció de carn de vedella, per l'ús de terreny que requereix, està relacionat a la desforestació de boscos com ara la selva amazònica.
| «                                                                              | "El sector ramader genera més gasos amb efecte d'hivernacle --el 18 %, mesurats en el seu equivalent en diòxid de carboni (CO₂)-- que no pas el sector del transport. També és una de les principals causes de la degradació del sòl i dels recursos hídrics." | » |
| — Organització de les Nacions Unides per a l'Agricultura i l'Alimentació (FAO) | |   |

Fonts de consum d'energia diària a nivell global diferenciant entre països desenvolupats i països en via de desenvolupament.

El canvi dels hàbits de consum als països en vies de desenvolupament (~90% de la població global) cap a una dieta amb proporcions elevades de productes d'origen animal fa suposar que s'agreujarà el problema ecològic.
| Producte                    | Unitat   | Aigua equivalent en metres cúbics |
| --------------------------- | -------- | --------------------------------- |
| Bestiar boví                | Cap      | 4000                              |
| Bestiar oví i caprí         | Cap      | 500                               |
| Carn fresca de boví         | Kilogram | 15                                |
| Carn fresca d'oví           | Kilogram | 10                                |
| Carn fresca de pollastre    | Kilogram | 6                                 |
| Cereals                     | Kilogram | 1,5                               |
| Cítrics                     | Kilogram | 1                                 |
| Oli de palma                | Kilogram | 2                                 |
| Llegums, arrels i tubercles | Kilogram | 1                                 |

El report del CIWF del 1999 sobre "Ramaderia industrial i medi" (Factory Farming and the Environment) diu el que segueix:
| «                       | "La producció de proteïnes animals representa un ús ineficient dels recursos de l'aigua i de la terra. Els animals de granja converteixen les proteïnes vegetals en proteïnes animals amb una eficiència baixa, generalment entorn del 30%-40% i només el 8% en el cas de la producció de carn de vaca. (...) En les pròximes dues dècades es farà molt més urgent el problema de com alimentar almenys 8.000 milions de persones al mateix temps que es protegeixen els recursos naturals de la terra, l'aigua, l'aire i els animals salvatges. L'extensió arreu del món de plantes de cria intensiva d'animals no es pot considerar una solució sostenible." | » |
| — CIWF (Cita abreujada) | |   |